# Хардгейнер
Хардгейнер (от англ. hard — «тяжёлый» и англ. gain — «прибавка») — термин, означающий людей, занимающихся культуризмом, но генетически не предрасположенных к этому виду спорта, следствием чего является низкая результативность в наборе мышечной массы и роста силы.
Писатель о силовом тренинге Стюарт Макроберт так увлёкся этой идеей, что в 1989 году основал собственный журнал «Hardgainer».

## Описание
Способом, определяющим принадлежность человека к этому типу, является оценка антропометрических данных (соотношение роста и массы тела, длины туловища и ног, ширина плеч, окружность запястья и шеи), скорости метаболизма, морфологии мышечных волокон.
Люди, которых в культуризме именуют хардгейнерами, больше предрасположены к легкоатлетическим видам спорта или же к спорту не предрасположены вообще.
Теория о хардгейнерах не противоречит современной науке. В частности, согласно научным исследованиям, для каждого четвёртого жителя планеты физические нагрузки не приносят никаких результатов. Таким образом, можно утверждать, что 25 % тех, кто регулярно посещает тренажерный зал, являются хардгейнерами.
Некоторые метаболические заболевания, влияющие на нормальные обменные процессы в организме:
- Болезнь Мак-Ардля
- Болезнь Помпе
- Болезнь Таруи
- Болезнь Форбса
- Фосфоглицераткиназа
- Системный первичный дефицит карнитина[англ.]
- Дефицит карнитин пальмитоилтрансферазы II[англ.]
- Дефицит лактатдегидрогеназы
- Митохондриальная миопатия[англ.]
- Аденозинмонофосфат-деаминаза дефицит типа 1[англ.]

Ген MSTN также играет большую роль в развитии мышц. Это обеспечивает образование белка под названием миостатин. Это белок-трансформирующего фактора роста бета (TGFβ), который представляет собой группу белков, помогающих контролировать рост и развитие тканей во всём организме. Этот белок сдерживает рост мышц, не давая мышцам становиться слишком большими. Увеличение количества миостатина свидетельствует о недостаточности мышечного развития и увеличении количества жировой ткани; с другой стороны, меньшее количество миостатина значительно увеличивает естественную мышечную массу, силу и снижает уровень жира. Нет известных проблем со здоровьем, связанных с мутациями миостатина, и упомянутые люди являются интеллектуально нормальными.

## Критика
Простое подразделение на «хард» и «лёгких» гейнеров широко распространено, особенно в хобби-спорте и с консультантами по фитнесу и питанию, и не имеет ничего общего с серьёзной наукой. Инго Фробезе отмечает, что переход метаболизма происходит плавно, и каждый может «развиваться в одном из двух направлений».